# ان‌جی‌سی ۴۷۳
ان‌جی‌سی ۴۷۳ (انگلیسی: NGC 473) یک کهکشان عدسی شکل در صورت فلکی ماهی است و در ۲۰ دسامبر ۱۷۸۶ توسط ویلیام هرشل کشف شد.